# Musée Paul-Landowski
Pour les articles homonymes, voir Paul Landowski et Landowski.
Le musée Paul Landowski  a été inauguré en 2017 à Boulogne-Billancourt dans les Hauts-de-Seine. Désormais situé dans l'espace Landowski au 28 avenue Morizet, il remplace le musée-jardin historique, situé rue Max Blondat dans la même ville, qui correspondait à l'emplacement de la maison-atelier du sculpteur jusqu’en 1961. Il était classé musée de France.

## Historique
Paul Landowski s'est installé à Boulogne-sur-Seine en 1906 où il a vécu et travaillé jusqu'à sa mort en 1961. Son souhait d'ouvrir son atelier au public a été réalisé par ses héritiers. Sa maison a été détruite mais sa famille a fait construire un musée constitué de deux salles et d'un jardin où sont exposés des sculptures, dessins et maquettes. 

Le musée a ouvert en 1963. Il a été tout d'abord géré par l'association des amis de Paul Landowski puis en 1982 à la suite d'une donation des héritiers du sculpteur il est devenu un musée municipal de la ville de Boulogne-Billancourt.  
Ayant dû fermer, les collections ont été transférées au musée des Années Trente (situé dans l'espace Landowski) en 2017.

## Collections
Issues du fonds d'atelier et de donations successives, les collections sont constituées d'un ensemble de petite statuaire, de maquettes de monuments, de plâtres originaux et de sculptures monumentales parmi lesquelles certaines étaient exposées dans le jardin. Ces dernières sont toujours visibles dans le jardin du 12-14 rue Max Blondat (Boulogne).